# Szlovák Tanácsköztársaság

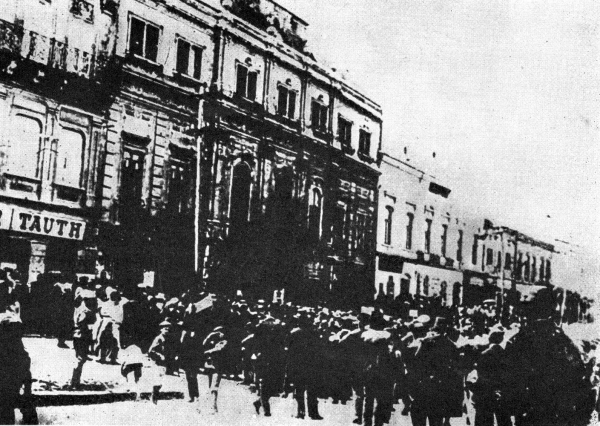
A Szlovák Tanácsköztársaság kikiáltása Eperjesen

A Szlovák Tanácsköztársaság (szlovákul Slovenská republika rád) 1919. június 16-ától július 7-ig fennállt, Eperjesen létrehozott tiszavirág életű tanácsköztársaság, melynek ideiglenes székhelye is itt volt. Belső támogatói Szlovákiában szinte egyáltalán nem voltak, idővel fennállása teljesen a magyar Vörös Hadsereg és a magyar tanácskormány támogatásától függött.
A Szlovák Tanácsköztársaság kikiáltása demoralizálta a Magyar Vörös Hadsereg legénységét és tisztikarát, akik közül sokan abban a hitben fogtak fegyvert, hogy a visszafoglalt hajdani felvidéki területek majd ismét a magyar állam területét fogják képezni. A nemzeti érzelmű hazafiasságból harcoló katonák csakhamar megtapasztalhatták, hogy a tanácskormánynak soha nem voltak céljai területek visszafoglalása iránt, csupán kommunista forradalmak kirobbantása és kommunista államok létrehozása, aminek kedvéért a Tanácskormány még a legelemibb magyar érdekeket is háttérbe szorítja.

## Megalakulása
Az 1919. május 10-én a támadó csehszlovák haderő ellen indított ellentámadás során sikerült visszafoglalni a magyaroknak Salgótarjánt és Miskolcot. Ezután vette kezdetét az úgynevezett északi hadjárat, s a Vörös Hadsereg behatolt a Felvidékre, a középső, valamint keleti országrészt felszabadítva. Az egyik hadseregcsoport, a 16. felvidéki század (melyet többségében szlovák nemzetiségű katonák alkottak) bevették Kassát (június 11.), majd Eperjest és végül Bártfát, elérve a lengyel határt.
A Magyarországi Tanácsköztársaság vezetői és legfőképp Kun Béla hangoztatta a világforradalmat, ám Kun ténylegesen csak a környezet forradalmasodását szerette volna. Ilyen körülmények közt került sor Eperjesen a Szlovák Tanácsköztársaság kikiáltására, amelynek a legfőbb végrehajtó szerve a Forradalmi Végrehajtó Bizottság volt, és annak elnökévé a cseh kommunista Antonín Janoušeket tették. Az új proletárállam vezetői részben Budapestről jött internacionalisták voltak, ám a független Szlovákia hívei közül is támogatták őket.

### Népbiztosai
- Hadügyi: Münnich Ferenc, Kovács Gyula és Vavrica János
- Külügyi: Pór Ernő és Antonín Janoušek
- Belügyi: Hirossik János, Hamzík József, Baján Vilmos, Fehér Ferenc, Sluka József
- Földművelésügyi: Štefan Mokráň, Csapai József
- Kereskedelmi és vasúti: Hirossik János, Varecha József
- Igazságügyi: Černý Vladimír, Ungár Miklós
- Szocializálási: Csapó Sámuel, Gustáv Flenscher
- Közoktatásügyi: Václav Suk, Eduard Krompaský
- Közellátási: Štefan Stehlík
- Egészségügyi és népjóléti: Ľudovít Jakab[2]

## Története
Janoušek a Magyarországi Tanácsköztársasághoz hasonló apparátusú proletárdiktatúra kiépítését vette tervbe. A helyi lakosság azonban nem támogatta Janoušek kormányát, amelynek fennállása rövidesen már teljességgel a Vörös Hadsereg jelenlététől függött.
A csehszlovák állam vezetői az új állam kikiáltását úgy értékelték, mint a Felvidék visszahelyezését magyar fennhatóság alá, míg az antantot egyre jobban nyugtalanította, hogy immár két bolsevista dominanciájú államalakulat volt a térségben és tartottak attól, hogy a kommunizmus ennek hatására még nagyobb erővel fog előretörni Európában.
Államosítottak minden 20 munkásnál többet foglalkoztató üzemet, 50 holdon felüli földbirtokot és az egyházi birtokokat. Létrehozták a (szlovák) Vörös Hadsereget, melynek létszáma június végére elérte az 50 ezer főt.
Georges Clemenceau francia miniszterelnök június 13-i táviratában ígéretet tett arra, ha feladja Szlovákiát a magyar Vörös Hadsereg, akkor a Tiszántúlról kivonják a megszálló román erőket.

## A szlovák tanácsállam megszűnte
A tanácsállam vezetői – akiknek csupán a hatalom megtartása volt az érdekük –, beleegyeztek Clemenceau követelésébe és a magyar haderő kivonult a Felvidékről július 7-én, helyére a csehszlovák hadsereg tért vissza.
Ezzel kevesebb, mint háromhétnyi fennállás után a szlovák tanácsállam megszűnt.